# Ilha de Mbanié
A Ilha de Mbanié (em espanhol Mbañe, em francês Mbanye) é um ilhote fronteiriço com cerca de 30 hectares de extensão localizado no Golfo da Guiné, entre o Gabão e a Guiné Equatorial, o qual é motivo de disputa pelos dois países.

## Geografia
O ilheu está situado na desembocadura do Rio Mbini, anteriormente chamado Rio Muni, na baía de Corisco. Na baía existem varias ilhas e ilheus, a maioria das quais pertencente à Guiné Equatorial (Corisco, Elobey Grande, Elobey Pequeno, Leva e Hoco são as maiores em extensão). Algumas destas foram habitadas e inclusive desempenharam um importante papel durante na época da colonização. Conga, Mbanié e Coqueiros estão situadas a sudeste. Suas coordenadas são 0º35' N e 9º30' E, e suas praias são lugares de desova de tartaruga tartaruga oliva.

## Conflito territorial
Na realidade a Ilha de Mbanié e as ilhotas adjacentes nunca foram claramente repartidas entre as potências coloniais que administravam a região (França e Espanha). Além disso, em muitas ocasiões, essas ilhas não figuravam nos mapas daquele tempo pela sua insignificância territorial. Entretanto, a importância dessa ilha desabitada mudou quando prospecções petrolíferas feitas pelo governo gabonês apontaram a possível existência desse "ouro negro" na área. 
O conflito diplomático em si começou em 1972, quando o governo equato-guineense argumentou que o Tratado de Paris assinado em 1900 entre França e Espanha — as antigas potências coloniais — situavam a ilhas em águas espanholas e, portanto, equato-guineenses. Quando a Espanha descolonizou a Guiné-Equatorial automaticamente deixou de se envolver no conflito. Na opinião do governo gabonês em 1974, o presidente de seu país, Omar Bongo, e o chefe de estado equato-guineense, Francisco Macías Nguema, assinaram um acordo que solucionava "definitivamente" a questão ao transferir a soberania da ilha aos gaboneses. Entretanto, o reavivou-se quando em fevereiro de 2003 o Gabão ocupou militarmente Mbanié em uma operação capitaneada pelo filho do presidente, Ali Bongo. O governo de Malabo negou a validade jurídica do documento assinado pelo presidente Macías e considerou a operação uma invasão. Em 2004 os dois países chegaram a um princípio de acordo para explorar de forma conjunta o petróleo daquela região. Contudo, não houve mais avanços na resolução do conflito.

## Exploração petrolífera
A petrolífera Shell assinou um contrato com o governo gabonês para a exploração dos jazimentos petrolíferos da área, enquanto que a espanhola Repsol e a norte-americana Mobil têm contratos com o governo equato-guineense. A Guiné-Ecuatorial e o Gabão são a terceira e a quarta potência africana, respectivamente, em poços de petróleo.